# Chodovecký potok
Chodovecký potok je levostranný přítok Botiče v oblasti Chodovec a Záběhlice (Praha 10). Je dlouhý 1,4 km. Jeho povodí zahrnuje 1,2 km².

## Průběh toku
Chodovecký potok pramení na sídlišti Chodovec z meliorační trubky pod Senohrabskou ulicí. Odtud teče několik desítek metrů východním směrem do retenční nádrže R5 a podél jihovýchodního okraje sídliště skrze další dvě nádrže R6 a R7 (tyto nádrže byly vybudovány v 70. letech 20. století v souvislosti s výstavbou sídliště Jižní Město). Pod nimi se tok obrací k severu. U neveřejného parku Záběhlického zámku je zahloubený do úzkého betonového koryta, které v ulici Za Potokem mizí do tunelu a voda vytéká na povrch až v ústí do Botiče pod jezem u Záběhlického zámku.
Na své cestě nepřijímá žádný významnější přítok.

## Zajímavost
Na posledních metrech podtéká Chodovecký potok tunelem náhon Hamerského rybníka, který odbočuje z Botiče. Dříve pracoval na náhonu mlýn. 

## Revitalizace
V letech 2011-2012 došlo kvůli neutěšenému stavu ke kompletní revitalizaci toku Chodoveckého potoka. Všechny tři nádrže byly odbahněny a vyčištěny. Spodní nádrž (R7) byla na levém břehu rozšířena a zpřístupněna. Předimenzované betonové bezpečnostní přelivy a jiné prvky byly upraveny a obloženy kamenem. Nefunkční vypouštěcí zařízení byla nahrazena dřevěnými hradítky. Místo masivního nátokového objektu k horní nádrži bylo zbudováno malé jezírko s balvanitým skluzem.
Koryto potoka, v 70. letech napřímené a opatřené kamenným opevněním, bylo stabilizováno těžkou kamennou rovnaninou, která vytváří přírodě blízké koryto s tůňkami a jízky. Oproti klasickému opevnění je v takovém korytě mnohem více vody, která se navíc na jízcích okysličuje, zatímco tůně slouží jako domov mnoha vodním organismům. Mimo příjemnější vzhled lokality se tak zvýšilo i množství vody, které je potok s nádržemi schopný zadržet v případě povodní (z původních 9 630 m³ na 13 400 m³).
Součástí revitalizace byly i úpravy přilehlé zeleně v údolí potoka - byla vytvořena mozaika hustších a rozvolněných porostů i osamocených stromů. Vzrostlé stromy původních druhů (vrby, duby, javory, některé ovocné stromy) byly ponechány, zatímco náletové a nepůvodní dřeviny (akáty, třešně, slívy) byly odstraněny. Zachovány byly jen zbytky třešňového sadu pod horní nádrží.